# João Guedes
João Carlos Guedes de Carvalho (Matosinhos, Matosinhos, 3 de Julho de 1921 — 19 de Fevereiro de 1983) foi um actor e encenador português.

## Biografia
Era filho de Francisco Guedes de Carvalho (19 de Agosto de 1891 - 16 de Julho de 1934) e de sua mulher Palmira Rocha (11 de Novembro de 1888 - 15 de Setembro de 1969).
Trabalhou no teatro com a Companhia Seiva Trupe (Porto). Teve uma prestação antológica em O Tartufo de Moliére, dirigido por Adolfo Marsilach no Teatro Villaret.
Actor pontual no cinema participou em cerca de quinze películas, entre elas Retalhos da Vida de Um Médico (1962) e Fado Corrido (1964) de Jorge Brum do Canto, Mudar de Vida (1966) de Paulo Rocha, Uma Abelha na Chuva (1972) de Fernando Lopes, Francisca (1981) de Manoel de Oliveira ou Silvestre (1982) de João César Monteiro, tendo sido O Bobo (1987) de José Álvaro Morais a sua última interpretação.
Casou com Maria Estela de Azevedo e Silva (7 de Outubro de 1924 - ?), filha de Joaquim Pereira da Silva (Matosinhos, Santa Cruz do Bispo - 6 de Março de 1980) e de sua mulher Joaquina Moreira de Azevedo, da qual teve dois filhos e duas filhas, incluindo a actriz Paula Guedes. Era tio-avô do jornalista Rodrigo Guedes de Carvalho e do realizador Tiago Guedes.

## Filmografia
- As Pupilas do Senhor Reitor (1961)
- Passagem ou A Meio Caminho (1980)
- Francisca (1981)